# Ehmetsklinge
Der Stausee Ehmetsklinge ist der jüngste und wohl bekannteste der drei Seen in Zaberfeld im Landkreis Heilbronn. Er liegt zwischen Stromberg und Heuchelberg, weniger als zwei Kilometer unterhalb des Ursprungs der jungen Zaber, die ihn durchfließt.

## Nutzung
Der See dient vor allem dem Hochwasserschutz an der Zaber. Im Sommer suchen den See mit seinem Badestrand Schwimmer und andere Erholungssuchende auf; Angler fangen dort Hechte, Zander und Barsche sowie Regenbogenforellen, Karpfen, Schleien, Brassen, Welse und Aale. Segeln und Motorbootfahrten dagegen sind auf dem See verboten. Spazier- und Wanderwege unterschiedlicher Länge berühren die Ehmetsklinge, darunter ein sechseinhalb Kilometer langer Seenrundweg, der ihn auch mit dem knapp zwei Kilometer östlich benachbarten Katzenbachsee verbindet. Ein Wald- und Baum- sowie ein Weinlehrpfad verlaufen ebenfalls in Seenähe. Es gibt beim See einige Gasthäuser.
Die Vergrößerung des Sees leitete die EnBW, Betreibergesellschaft des Kernkraftwerks Neckarwestheim, ein; Niedrigwasser im Neckar während des Sommers und gesetzliche Auflagen hatten in dieser Jahreszeit zuvor zu Kühlwassermangel beim Reaktor geführt, der nun kaum mehr auftritt.
Im Mai 2009 öffnete am Seeufer das neue Naturparkzentrum des Naturparks Stromberg-Heuchelberg seine Tore.

## Daten
Der See wurde in den Jahren 1968 bis 1970 angelegt, im Juni 1970 mit einem Seefest seiner Bestimmung übergeben, und in den Jahren 2000 und 2001 erweitert. Er hat im nordöstlichen, dammnahen Bereich eine recht konstante Breite von um die 250 m, gabelt sich weiter aufwärts in zwei in die zuführenden Täler von Zaber im Südwesten und Ehmehtsklingenbach im Westen hineinreichende Spitzen und erreicht am Zufluss des letzteren seine größte Länge von etwa 600 m. Bei Normalstau liegt die Oberfläche des Sees auf 232 m ü. NN. Der Ausbau vergrößerte die Kronenhöhe des Dammbauwerkes an der Luftseite von 12,50 m auf 15,05 m, die Kronenlänge des Dammes von 320,50 m auf 335,50 m, die Wassertiefe von 4,80 m auf bis zu 8 m bei Dauerstau, die Wasserfläche von 7,3 ha auf 13,8 ha, das Stauvolumen von 190.000 m³ auf 590.000 m³. Jährlich kann nun vom 15. August bis zum 31. Dezember dem Neckar zum Ausgleich für die Verdunstung durch den Betrieb einiger Wärmekraftwerke an seinem Ufer eine zusätzliche Wassermenge von bis zu 400.000 Kubikmetern über die Zaber zugeführt werden, jedoch gehen dem der Hochwasserschutz im Zabergäu und die Erhöhung des Wasserstandes bei Zaber-Niedrigwasser vor. Bei der Erweiterung wandelte man etwa 10 ha Ackerflächen in Wiesen um, pflanzte Bäume und Sträucher und wies die Vorsperre als Biotop aus. Die Kosten hierfür wie für einige weitere Maßnahmen trugen die Betreiber einiger Wärmekraftwerke am Neckar unter der Führung des Kernkraftwerks Neckarwestheim.

## Wasser- und Zugvögel

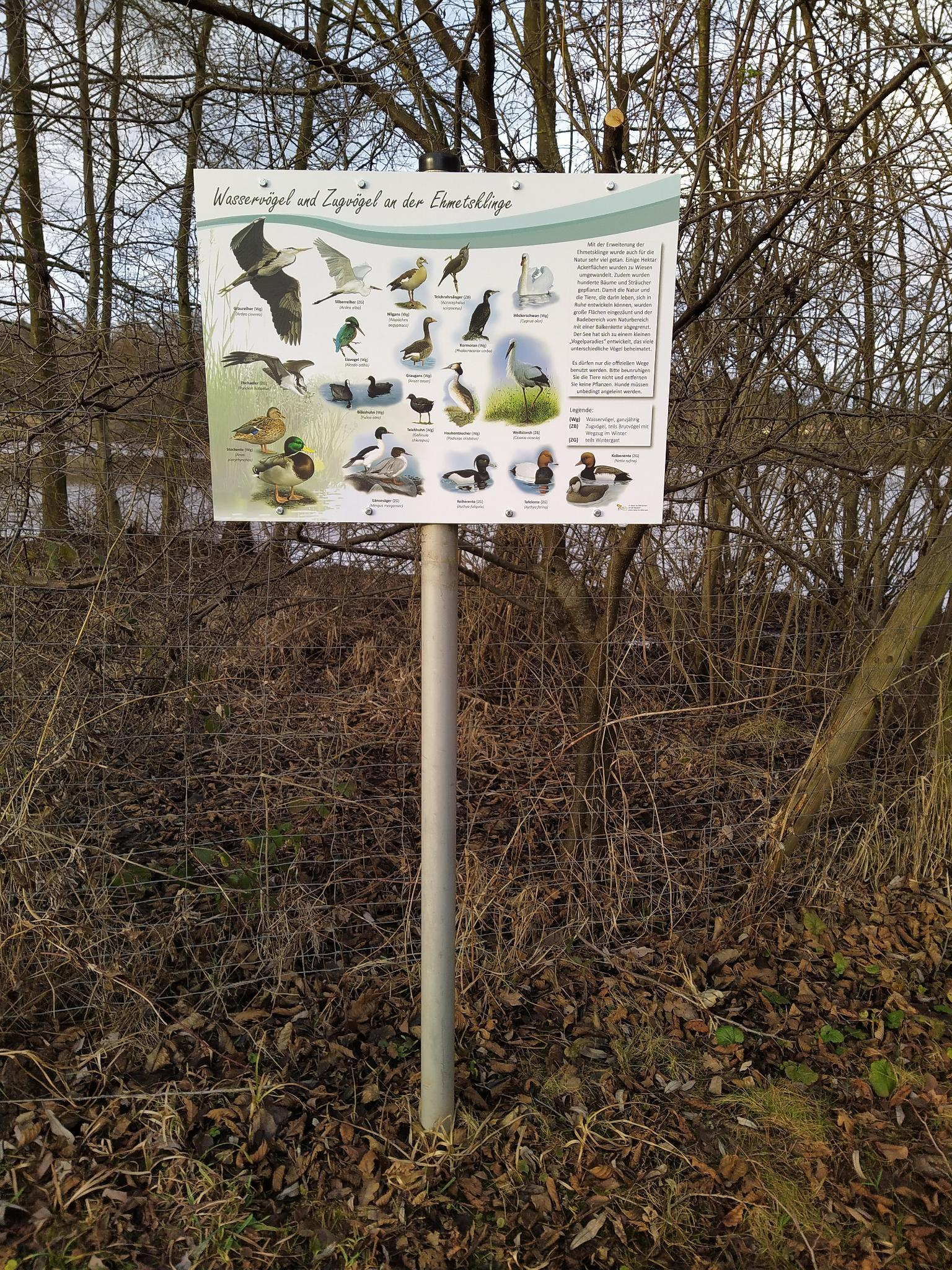
Info-Tafel mit an der Ehmetsklinge vorkommenden Vogelarten

An der Ehmetsklinge lassen sich unterschiedliche Vogelarten beobachten. Manche sind ganzjährig anwesend (wie Graureiher, Nilgans, Kormoran, Höckerschwan, Eisvogel, Graugans, Stockente, Blässhuhn, Teichhuhn und Haubentaucher), andere ziehen im Winter in den Süden (wie Teichrohrsänger und Weißstorch) oder sind als Wintergäste am See anzutreffen (wie Silberreiher, Fischadler, Gänsesäger, Reiherente, Tafelente und Kolbenente).

## Niederschlagsmessstation
Eine vom Land Baden-Württemberg betriebene Messstation erfasst den Niederschlag in direkter Nähe des Stausees. 